# Бенице
Бенице (чеш. Benice) — исторический район, расположенный в юго-восточный части города Праги, муниципальный район в составе административного района Прага 22.
В районе зарегистрировано 11 улиц, на которых располагается 192 дома. Население района — 474 человека. 
Первое упоминание о районе относится к XVI веку. Первоначальное название района было Збинице (чеш. Zbynice), от чешского мужского имени Збислав. В 1974 году район был включен в состав Праги, войдя в состав административного района Прага 10.